# ملیس توزونگوچ
ملیس توزونگوچ (ترکی استانبولی: Melis Tüzüngüç؛ زادهٔ ۴ اکتبر ۱۹۹۴) بازیگر تلویزیون و تئاتر ترکیه است. وی از سال ۲۰۱۱ فعالیت خود را آغاز کرده است.

از آثاری که وی در آن‌ها شرکت داشته است می‌توان به حرم سلطان و پرنده‌های بی‌بال اشاره کرد.